# Martin Gorzolka
Martin Gorzolka (poln. Marcin Gorzołka)  (* 9. November 1808 in Borki Wielkie; † 1876 oder 1877 in Borki Wielkie) war ein polnischer Landwirt und Mitglied der preußischen Nationalversammlung von 1848 und des preußischen Abgeordnetenhauses bis 1853.

## Leben
Er stammte aus einer polnischen Familie und war Besitzer eines etwa 15 Hektar umfassenden landwirtschaftlichen Betriebes. Er gab seinen Beruf als Freigärtner an. Für den Wahlkreis Rosenberg (heute Olesno)  wurde er in die preußische Nationalversammlung gewählt. Da er kaum die deutsche Sprache beherrschte, hat er im Parlament keine Rede gehalten. Er setzte sich unter anderem für das bäuerliche Jagdrecht ein. Auf Grund von Konflikten in seinem Wahlkreis wurde er durch seinen Stellvertreter Joseph Ligendza ersetzt. Dennoch wurde er in den folgenden Wahlen zur preußischen zweiten Kammer und zum preußischen Abgeordnetenhaus erneut gewählt und blieb bis 1852 im Parlament. Zusammen mit anderen berichtete er in einer Parlamentskommission über die schlechte wirtschaftliche Lage und die Ausbeutung der Bauern durch die Adeligen im Landkreis Rosenberg O.S.  
Ein Rechnungsbuch mit Bemerkungen zu verschiedenen lokalen Ereignissen seit 1843 ist erhalten.